# Jorge Cuenca
Jorge Cuenca Barreno (Madrid, 17 novembre 1999) è un calciatore spagnolo, difensore del Fulham.

## Biografia
Anche suo fratello minore David è calciatore, attualmente sotto contratto con il Real Madrid.

## Caratteristiche tecniche
È un difensore centrale molto abile nel gioco aereo.

## Carriera

### Club
Jorge Cuenca entra a far parte delle squadre giovanili dell'Alcorcón nel 2015. Il 10 marzo 2017 gioca la sua prima partita da professionista in occasione del pareggio a reti inviolate tra Elche e Alcorcón, diventando a 17 anni e 114 giorni il più giovane esordiente degli Alfareros in gare ufficiali.
Il 18 luglio 2017 viene acquistato dal Barcellona per rinforzare la squadra B. Il 20 ottobre 2018 realizza il suo primo gol da professionista in occasione dell'incontro di campionato tra Barça B e Villarreal B conclusosi 1-1. Undici giorni dopo esordisce da titolare con la prima squadra, contro il Leonesa in Coppa del Re. Il 1º settembre 2019 realizza il primo gol ufficiale nel nuovo stadio Johan Cruijff, ricevendo una targa commemorativa.
Il 22 settembre 2020 Barcellona e Villarreal giungono a un accordo per il trasferimento di Cuenca, per una cifra di 2,5 milioni di euro, più 4 milioni in variabili; il Barcellona otterrà inoltre il 20% del ricavato di un'ulteriore vendita.
Per la stagione 2020-21 viene girato in prestito all'Almería.
Il 30 agosto 2021 viene ceduto in prestito al Getafe. Il 21 novembre realizza il suo primo gol in Liga, segnando la seconda rete nel 4-0 con cui il Getafe batte il Cadice.
A fine prestito fa ritorno al Villarreal, con cui milita per due anni prima di venire ceduto a titolo definitivo al Fulham.

### Nazionale
Il 6 settembre 2019 esordisce con la nazionale Under-21 spagnola, giocando da titolare l'incontro valido per le qualificazioni al campionato europeo di calcio Under-21 2021 contri i pari età del Kazakistan. Viene convocato da Luis de la Fuente per disputare l'Europeo di categoria del 2021.

## Statistiche

### Presenze e reti nei club
Statistiche aggiornate al 14 novembre 2023.
| Stagione            | Squadra             | Campionato          | Campionato | Campionato | Coppe nazionali | Coppe nazionali | Coppe nazionali | Coppe continentali | Coppe continentali | Coppe continentali | Altre coppe | Altre coppe | Altre coppe | Totale | Totale |
| Stagione            | Squadra             | Comp                | Pres       | Reti       | Comp            | Pres            | Reti            | Comp               | Pres               | Reti               | Comp        | Pres        | Reti        | Pres   | Reti   |
| ------------------- | ------------------- | ------------------- | ---------- | ---------- | --------------- | --------------- | --------------- | ------------------ | ------------------ | ------------------ | ----------- | ----------- | ----------- | ------ | ------ |
| 2016-2017           | Alcorcón B          | TD                  | 8          | 0          | -               | -               | -               | -                  | -                  | -                  | -           | -           | -           | 8      | 0      |
| 2016-2017           | Alcorcón            | SD                  | 5          | 0          | CR              | 0               | 0               | -                  | -                  | -                  | -           | -           | -           | 5      | 0      |
| 2017-2018           | Barcellona B        | SD                  | 23         | 0          | -               | -               | -               | -                  | -                  | -                  | -           | -           | -           | 23     | 0      |
| 2018-2019           | Barcellona B        | SDB                 | 28         | 1          | -               | -               | -               | -                  | -                  | -                  | -           | -           | -           | 28     | 1      |
| 2019-2020           | Barcellona B        | SDB                 | 17         | 2          | -               | -               | -               | -                  | -                  | -                  | -           | -           | -           | 17     | 2      |
| Totale Barcellona B | Totale Barcellona B | Totale Barcellona B | 68         | 3          |                 | -               | -               |                    | -                  | -                  |             | -           | -           | 68     | 3      |
| 2018-2019           | Barcellona          | PD                  | 0          | 0          | CR              | 1               | 0               | UCL                | 0                  | 0                  | SS          | 0           | 0           | 1      | 0      |
| 2020-2021           | Almería             | SD                  | 35         | 3          | CR              | 2               | 0               | -                  | -                  | -                  | -           | -           | -           | 37     | 3      |
| lug.-ago. 2021      | Villarreal          | PD                  | 0          | 0          | CR              | -               | -               | UCL                | -                  | -                  | SU          | 0           | 0           | 0      | 0      |
| ago. 2021-2022      | Getafe              | PD                  | 32         | 1          | CR              | 0               | 0               | -                  | -                  | -                  | -           | -           | -           | 32     | 1      |
| 2022-2023           | Villarreal          | PD                  | 10         | 0          | CR              | 3               | 0               | UECL               | 10                 | 0                  | -           | -           | -           | 23     | 0      |
| 2023-2024           | Villarreal          | PD                  | 7          | 1          | CR              | 1               | 0               | UEL                | 0                  | 0                  | -           | -           | -           | 8      | 1      |
| Totale Villarreal   | Totale Villarreal   | Totale Villarreal   | 17         | 1          |                 | 4               | 0               |                    | 10                 | 0                  |             | -           | -           | 31     | 1      |
| Totale carriera     | Totale carriera     | Totale carriera     | 165        | 8          |                 | 7               | 0               |                    | 10                 | 0                  |             | 0           | 0           | 182    | 8      |

### Cronologia presenze e reti in nazionale
| Cronologia completa delle presenze e delle reti in nazionale ― Spagna under 21 | Cronologia completa delle presenze e delle reti in nazionale ― Spagna under 21 | Cronologia completa delle presenze e delle reti in nazionale ― Spagna under 21 | Cronologia completa delle presenze e delle reti in nazionale ― Spagna under 21 | Cronologia completa delle presenze e delle reti in nazionale ― Spagna under 21 | Cronologia completa delle presenze e delle reti in nazionale ― Spagna under 21 | Cronologia completa delle presenze e delle reti in nazionale ― Spagna under 21 | Cronologia completa delle presenze e delle reti in nazionale ― Spagna under 21 |
| Data                                                                           | Città                                                                          | In casa                                                                        | Risultato                                                                      | Ospiti                                                                         | Competizione                                                                   | Reti                                                                           | Note                                                                           |
| ------------------------------------------------------------------------------ | ------------------------------------------------------------------------------ | ------------------------------------------------------------------------------ | ------------------------------------------------------------------------------ | ------------------------------------------------------------------------------ | ------------------------------------------------------------------------------ | ------------------------------------------------------------------------------ | ------------------------------------------------------------------------------ |
| 6-9-2019                                                                       | Astana                                                                         | Kazakistan under 21                                                            | 0 – 1                                                                          | Spagna under 21                                                                | Qual. Europeo Under-21 2021                                                    | -                                                                              | 51’                                                                            |
| 10-9-2019                                                                      | Castellón de la Plana                                                          | Spagna under 21                                                                | 2 – 0                                                                          | Montenegro under 21                                                            | Qual. Europeo Under-21 2021                                                    | -                                                                              |                                                                                |
| 10-10-2019                                                                     | Cordova                                                                        | Spagna under 21                                                                | 1 – 1                                                                          | Germania under 21                                                              | Amichevole                                                                     | -                                                                              | 73’                                                                            |
| 15-10-2019                                                                     | Podgorica                                                                      | Montenegro under 21                                                            | 0 – 2                                                                          | Spagna under 21                                                                | Qual. Europeo Under-21 2021                                                    | -                                                                              |                                                                                |
| 8-10-2020                                                                      | Tórshavn                                                                       | Fær Øer under 21                                                               | 0 – 2                                                                          | Spagna under 21                                                                | Qual. Europeo Under-21 2021                                                    | -                                                                              | 16’                                                                            |
| 13-10-2020                                                                     | Alcorcón                                                                       | Spagna under 21                                                                | 3 – 0                                                                          | Kazakistan under 21                                                            | Qual. Europeo Under-21 2021                                                    | -                                                                              |                                                                                |
| 12-11-2020                                                                     | Marbella                                                                       | Spagna under 21                                                                | 2 – 0                                                                          | Fær Øer under 21                                                               | Qual. Europeo Under-21 2021                                                    | -                                                                              |                                                                                |
| 24-3-2021                                                                      | Maribor                                                                        | Slovenia under 21                                                              | 0 – 3                                                                          | Spagna under 21                                                                | Europeo Under-21 2021 - Fase a gironi                                          | -                                                                              |                                                                                |
| 27-3-2021                                                                      | Maribor                                                                        | Spagna under 21                                                                | 0 – 0                                                                          | Italia under 21                                                                | Europeo Under-21 2021 - Fase a gironi                                          | -                                                                              |                                                                                |
| 30-3-2021                                                                      | Celje                                                                          | Spagna under 21                                                                | 2 – 0                                                                          | Rep. Ceca under 21                                                             | Europeo Under-21 2021 - Fase a gironi                                          | -                                                                              |                                                                                |
| 31-5-2021                                                                      | Maribor                                                                        | Spagna under 21                                                                | 2 – 1                                                                          | Croazia under 21                                                               | Europeo Under-21 2021 - Quarti di finale                                       | -                                                                              |                                                                                |
| 3-6-2021                                                                       | Maribor                                                                        | Spagna under 21                                                                | 0 – 1                                                                          | Portogallo under 21                                                            | Europeo Under-21 2021 - Semifinale                                             | -                                                                              |                                                                                |
| Totale                                                                         |                                                                                | Presenze                                                                       | 12                                                                             |                                                                                | Reti                                                                           | 0                                                                              |                                                                                |

## Palmarès

### Club

#### Competizioni giovanili
- UEFA Youth League: 1

Barcellona: 2017-2018

### Individuale
- Squadra del torneo del Campionato europeo di calcio Under-21: 1

2021